# Šimun Čučić
Šimun Čučić (Pećno kraj Žumberka, 1784. – 1828.), hrvatski filozof.
Pohađao je Klasičnu gimnaziju u Zagrebu koju je završio 1801. godine. U Zagrebu započinje studij teologije i filozofije, koju u Pešti i doktorira. Bio je svećenik križevačke grkokatoličke crkve, a sudjelovao je i u nacionalnom samoosvješćivanju Hrvata.
Predavao je u Klasičnoj gimnaziji u Zagrebu od 1808. do 1828. godine.
Njegovim najznačajnijim doprinosom smatra se sustavna obrada filozofije u deset svezaka pod naslovom Philosophia critice elaborata, u kojoj je nakon općeg uvoda u filozofiju i uvodnog presijeka povijesti filozofije, obradio empirijsku psihologiju, logiku, metafiziku i etiku.